# Pallacanestro Roseto
Le Pallacanestro Roseto est une équipe italienne de basket-ball de la ville de Roseto degli Abruzzi (Province de Teramo). L'équipe a disparu de l'élite fin 2006 à cause de problèmes financiers.

## Historique

Ancien logo

Le Roseto Basket, fondé en 1946, est en fait l'héritier d'un club plus ancien dénommé Polisportiva rosetana (1933).

## Entraîneurs successifs
- Années 1970 :  Nello Paratore
- 1982-1983 :  Bruno Boero
- 1983-1985 :  Marcello Perazzetti
- 1987-1990 :  Domenico Sorgentone
- 1990-? :  Luciano Bertolassi
- Années 1990 :  Antimo Di Biase
- -1995 :  Maurizio Cicconi
- 1995-1997 :  Gabriele Di Bonaventura
- 1998-2001 :   Phil Melillo
- 2001-2002 :  Demis Cavina
- 2002-2003 :   Phil Melillo
- 2003-2004 :  Luca Dalmonte
- 2004-2005 :  Neven Spahija
- 2005 :  Alberto Martelossi
- 2005-2006 :  Attilio Caja
- ?-mars 2009 :  Antonio Trullo
- Mars-avril 2009 :  Piero Bianchi
- Avril 2009-? :  Nikša Bavčević
- 2012-2013 :   Phil Melillo
- 2016-2018 :  Emanuele Di Paolantonio
- 2020-2021 :  Antonio Trullo
- 2021-2023 :  Danilo Quaglia
- 2023- :  Franco Gramenzi

## Joueurs célèbres
- Teemu Rannikko
- Paccelis Morlende
- Christophe Beghin
- K'Zell Wesson

## À savoir
Le Teramo Basket était le club concurrent de la province de Teramo.